# Salassa thespis
Salassa thespis är en fjärilsart som beskrevs av John Henry Leech 1890. Salassa thespis ingår i släktet Salassa och familjen påfågelsspinnare. Inga underarter finns listade.